# Armentières
Armentières (niederländisch Armentiers, picardisch Armintîre, westflämisch Ermentiers) ist eine französische Stadt im Département Nord in der Region Hauts-de-France. Sie gehört zum Arrondissement Lille.

## Geografie
Armentières liegt an der Leie an der Grenze zu Belgien im Nordwesten des Gemeindeverbandes Métropole Européenne de Lille.

## Geschichte
1668 fiel Armentières durch den ersten Aachener Frieden an Frankreich.
Am Ende des 19. Jahrhunderts entwickelte sich in Armentières die Textilindustrie, die bis zur Mitte des 20. Jahrhunderts zum Wohlstand der Stadt hauptsächlich beitrug. Deswegen ist Armentières noch heute als „die Stadt des Leinens“ („La Cité de la Toile“) bekannt.
Im Ersten Weltkrieg war die Gegend um Armentières Schauplatz heftiger Kämpfe zwischen deutschen und alliierten Truppen, die besonders von Großangriffen der Infanterie, Gaskrieg sowie lang anhaltendem Artilleriebeschuss gekennzeichnet waren. So wurden im März 1918 innerhalb von 15 Stunden etwa 20.000 deutsche Gelbkreuz-Granaten auf Armentières verschossen, wo „flüssiges Senfgas wie Regenwasser in den Abflussrinnen der Straßen floss“ (Harris/Paxman).
Aus der Zeit des Ersten Weltkrieges stammt das englische Soldatenlied Mademoiselle from Armentières.

## Bevölkerungsentwicklung
Mit 26.107 Einwohnern (Stand 1. Januar 2022) gehört Armentières zu den mittelgroßen Städten im Département Nord.
| Jahr                       | 1962   | 1968   | 1975   | 1982   | 1990   | 1999   | 2007   | 2020   |
| Einwohner                  | 25.248 | 26.916 | 26.346 | 24.834 | 25.219 | 25.273 | 25.170 | 25.225 |
| Quellen: Cassini und INSEE |        |        |        |        |        |        |        |        |

## Städtepartnerschaften
Derzeit gibt es drei Partnerstädte von Armentières:
- Stalybridge (Vereinigtes Königreich), seit 1955
- Osterode am Harz (Deutschland), seit 1963
- Litoměřice (Tschechien), seit 1990

## Bildung
Sechs Gymnasien befinden sich in Armentières:
- Institut Familial d’Armentières
- Institut Saint Louis
- Institution Saint Jude
- Lycée Gustave Eiffel
- Lycée Paul Hazard
- Lycée Professionnel Ile de Flandre

## Sehenswürdigkeiten
Der 1934 wiederaufgebaute Belfried des Rathauses von Armentières wurde 2005 als UNESCO-Weltkulturerbe anerkannt.

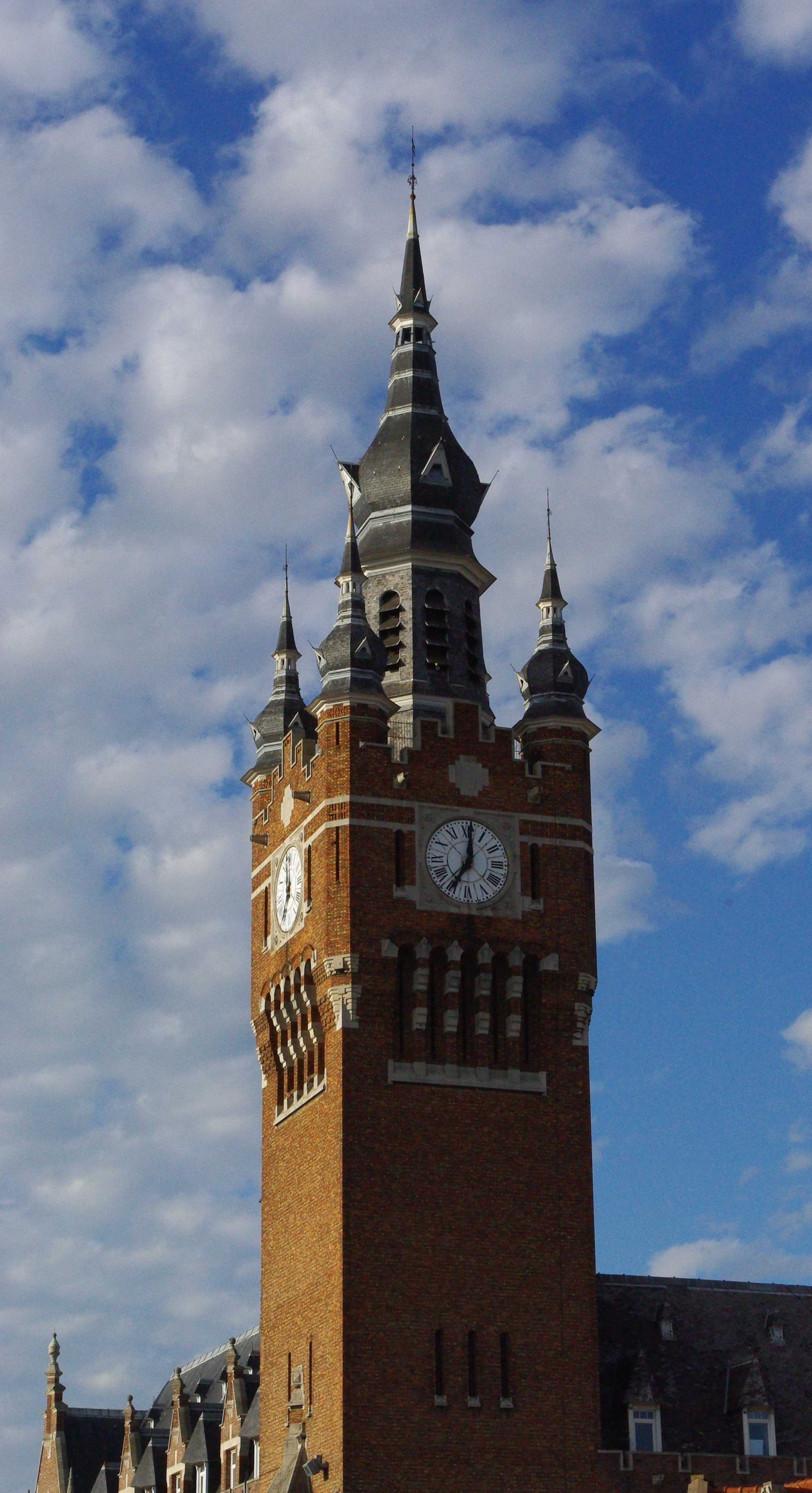
Belfried von Armentières
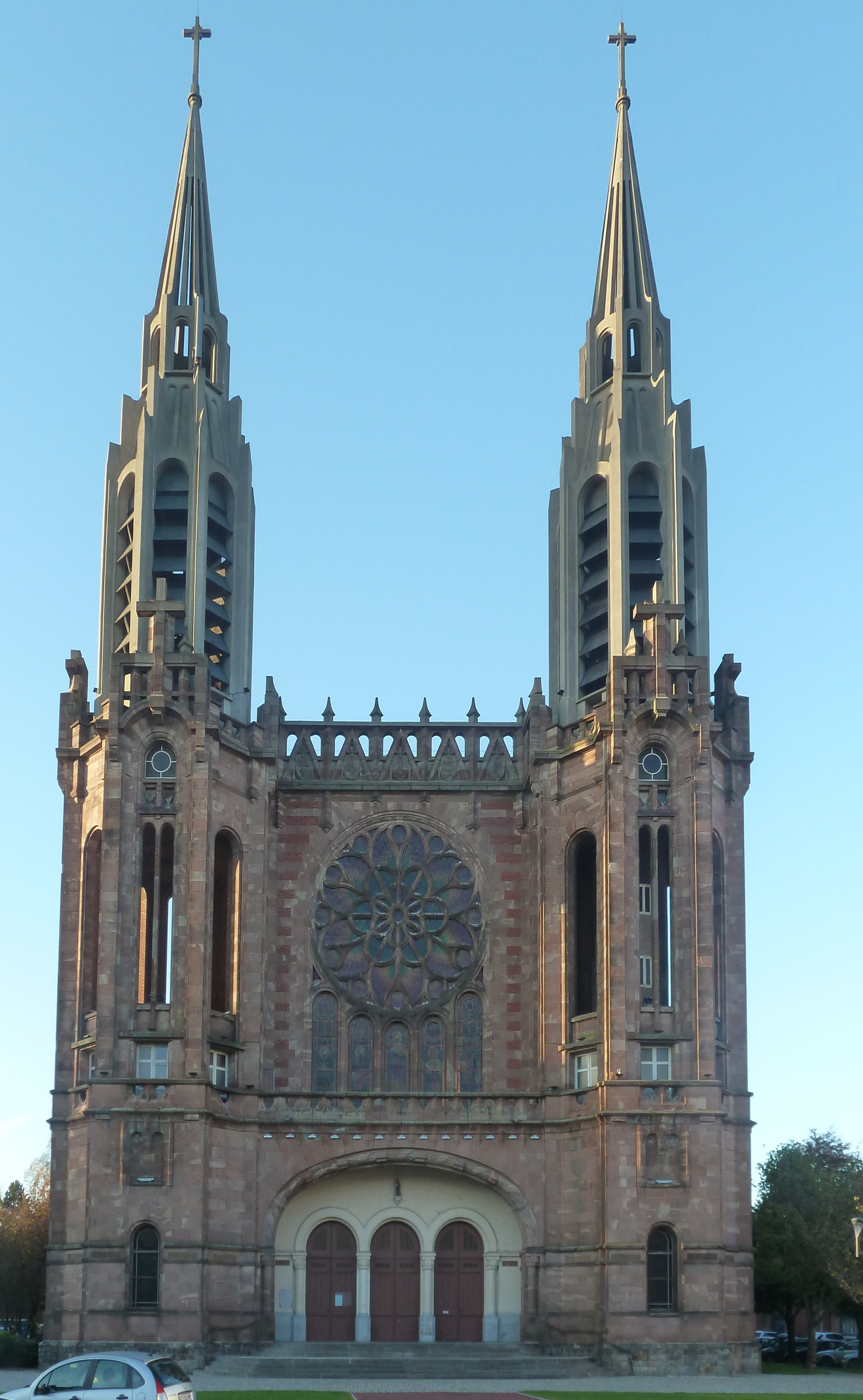
Kirche Notre-Dame-du-Sacre-Cœur
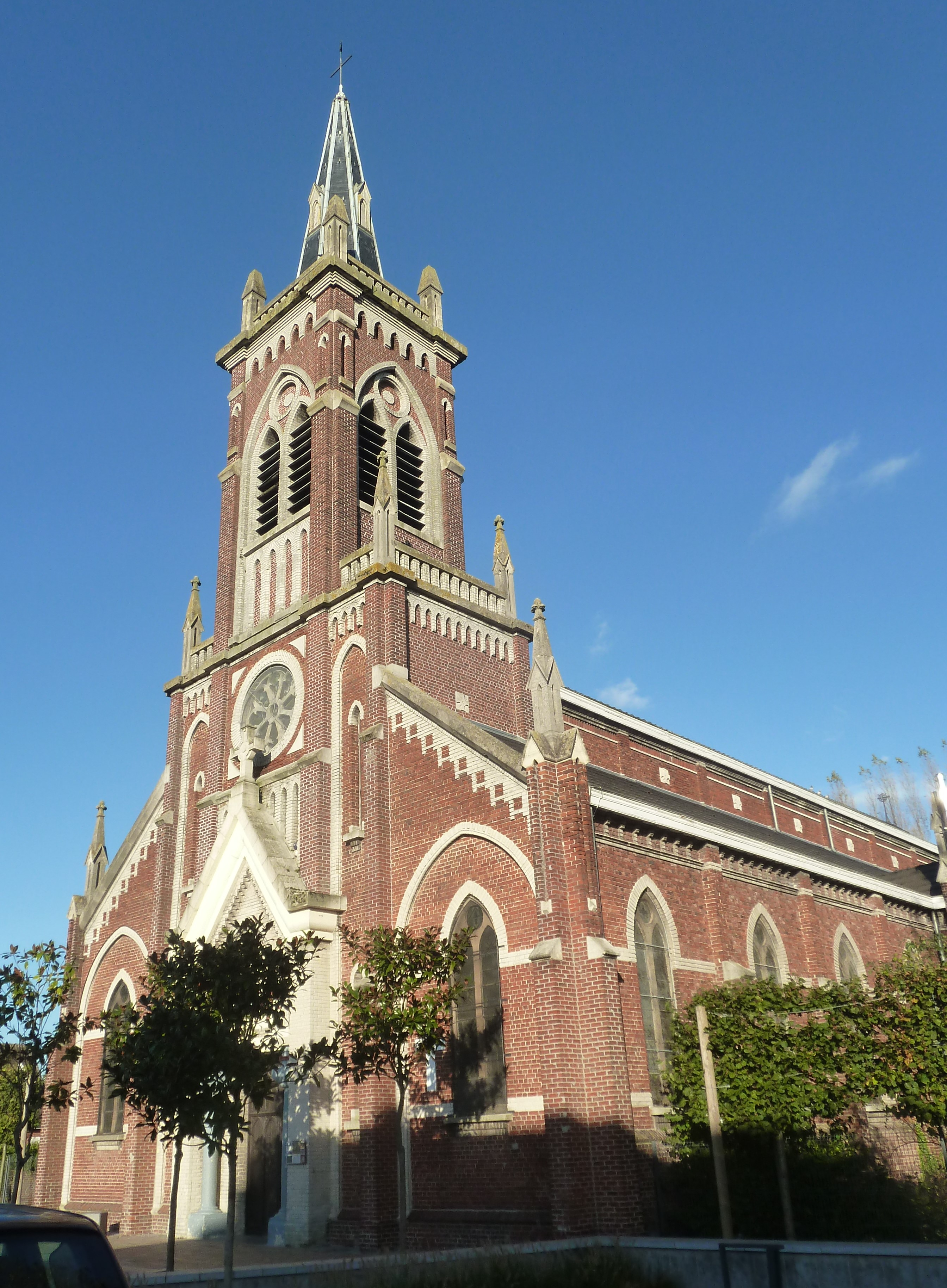
Kirche Saint-Louis
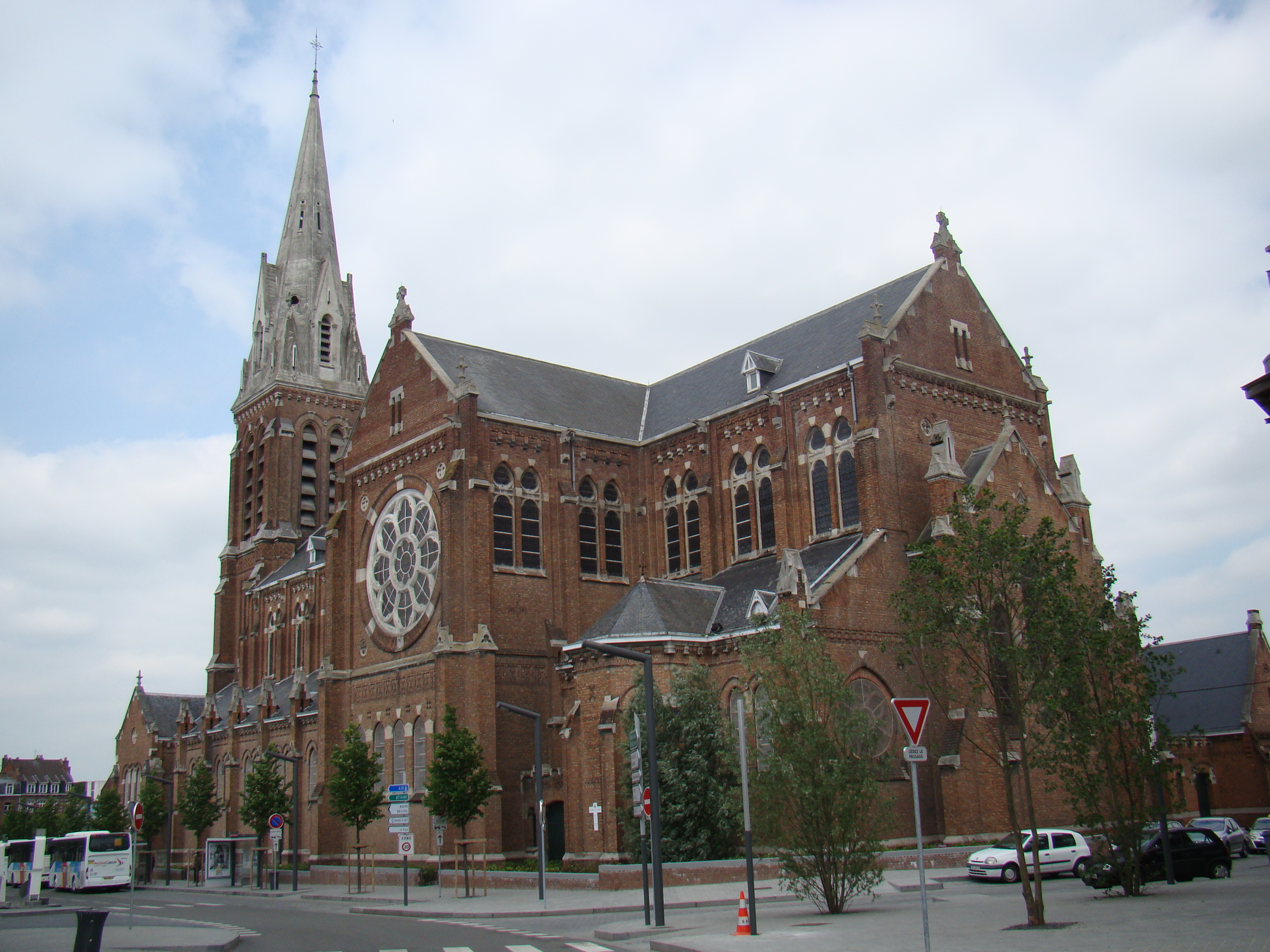
Kirche Saint-Vaast
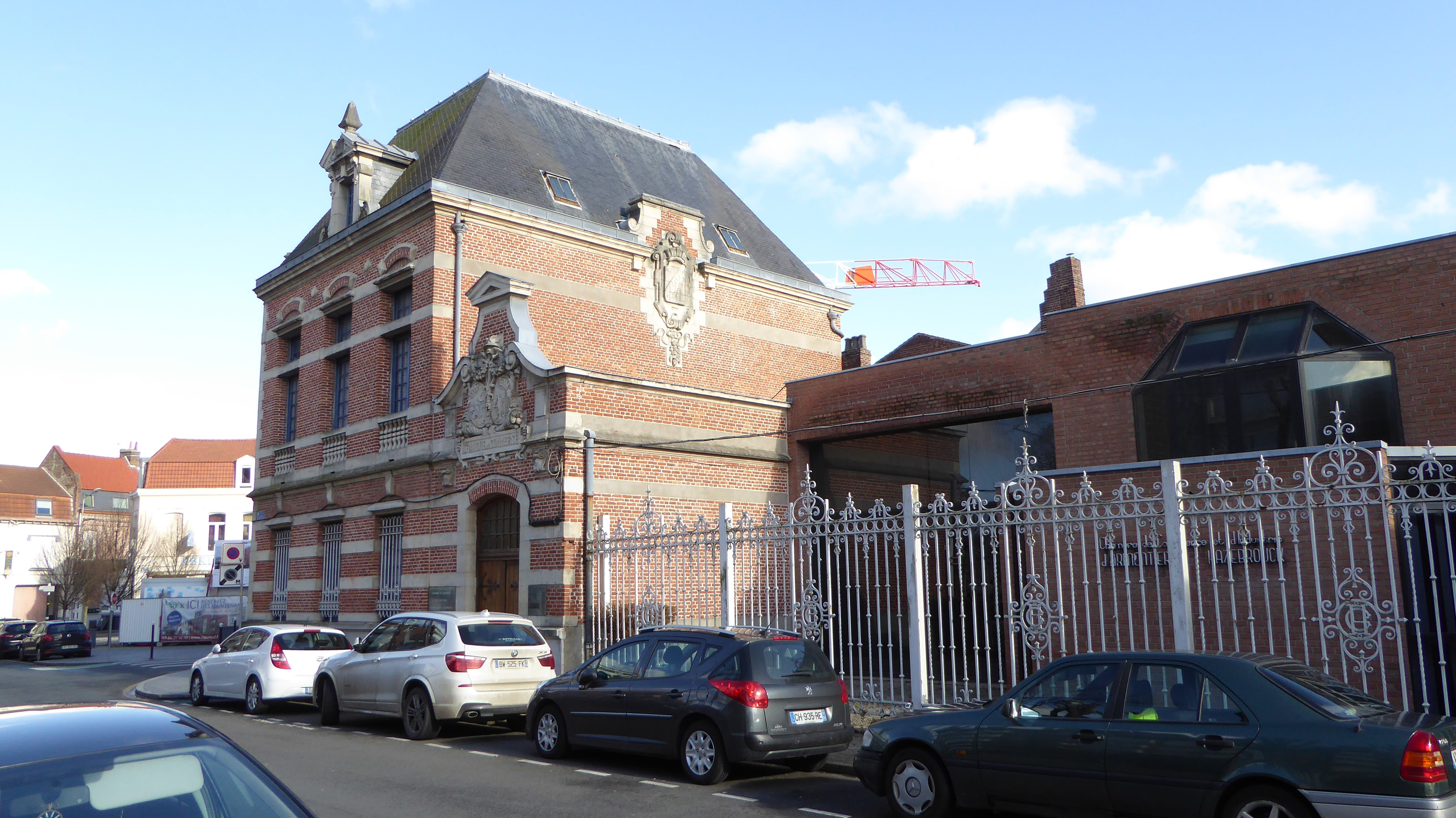
Gebäude der Handels- und Industriekammer
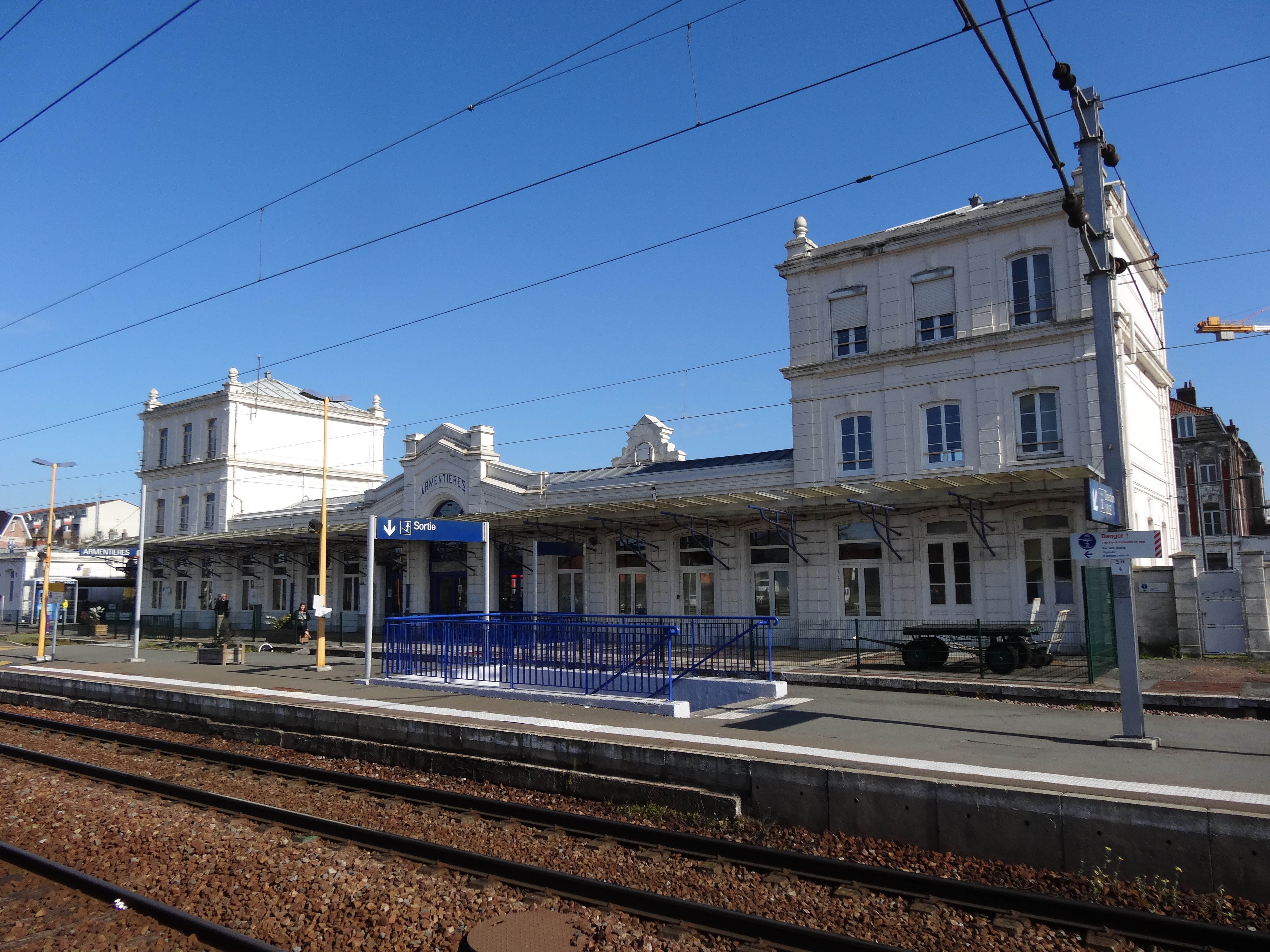
Bahnhof

## Kulturelle Veranstaltungen
Die „Fête des Nieulles“ ist eine traditionsgemäße Festveranstaltung, die jedes Jahr im September stattfindet. Hierbei sind Paraden, Animationen oder Konzerte organisiert, sowie die Wahl der Schönheitskönigin „Reine des Nieulles“.
Armentières verfügt außerdem über eine Kulturhalle, den „Vivat“, wo die Einwohner Theaterstücke, Tanzspektakel und Musikkonzerte genießen können.
Der Ort besitzt ein beträchtliches musikalisches Erbe. Es gibt unter anderem:
- Vier Chöre
- Eine Philharmonie, die aus der ältesten Philharmonie Frankreichs entstand (der 1788 gegründeten „Philharmonie d’Armentières“)
- Eine Fanfare
- Ein Orchester

## Sport
Der Fußballclub „Jeunesse Athlétique Armentiéroise“ (kurz JAA) wurde 1911 gegründet und spielt in der fünften französischen Liga (CFA2). Darüber hinaus besteht der 1932 gegründete Sportverein „Sports Ouvriers Armentiérois“ (kurz SOA) aus zwei bedeutenden Sektionen: Schwimmsport und Basketball, deren Frauenmannschaft die Saison 2009/10 in der ersten französischen Liga (LFB) spielte.

## Persönlichkeiten
- Peter de Spina I. (1526–1569), Mediziner und Stadtphysicus von Aachen
- Henri-Édouard Dutoit (1873–1953), römisch-katholischer Geistlicher und Bischof
- Édouard Dhorme (1881–1966), Assyrologe
- Raymond Lis (1888–1916), Turner
- Fernand Lemay (1894–1980), Radrennfahrer
- Paul Gadenne (1907–1956), Schriftsteller
- Jules Vandooren (1908–1985), Fußballspieler und -trainer
- Amédée Fournier (1912–1992), Radsportler
- André Rivoal (1922–2006), Radrennfahrer
- Line Renaud (* 1928), Sängerin und Schauspielerin
- Christophe Dufour (* 1947), römisch-katholischer Geistlicher, Erzbischof von Aix 2010–2022
- Joël Henry (* 1962), Fußballspieler
- Dany Boon (* 1966), Filmschauspieler, Komiker und Regisseur
- Martin Terrier (* 1997), Fußballspieler